# انتشارات فردوس
انتشارات فردوس از شرکت‌های نشر کتاب در ایران است که عمدتاً به چاپ کتاب‌های ادبیات، تاریخ، سیاست، اجتماعی، فرهنگی، اقتصادی، کلاسیک، علمی و درسی دانشگاهی می‌پردازد. این موسسه چند دهه است که با انتشار کتاب‌های معتبر در زمینه علوم انسانی و ادبیات فعالیت می‌کند و تاکنون صدها کتاب از نویسندگان، پژوهشگران، مترجمان و مصححان تراز اول کشور منتشر کرده‌است. از آثار هرمان هسه و جلال آل‌احمد و معین، از کتاب‌های استادان قدیمی مانند ذبیح‌الله صفا گرفته تا پِژوهشگران و استادان نسل‌های جدید مانند سیروس شمیسا و دیگران.

بنیان‌گذار انتشارات فردوس، جواد یاسینیان است. نشر فردوس در سال ۱۳۶۰ با شماره پروانه دائم ۲۶ شروع بکار انتشار کتاب کرده‌است. تاکنون بیش از ۱۳۰۰ عنوان کتاب در انتشارات فردوس منتشر شده‌است. 
شمس آل‌احمد می‌نویسد: در سال ۱۳۵۶ بابت انتشار بی‌اجازه غربزدگی جلال آل‌احمد، دو تن از کارمندان آن هنگام انتشارات رواق (حبیب عاقبت‌بخیر و جواد یاسینیان) و خود نگارنده نزدیک به بیست روز در توقیف و حبس شهربانی کل کشور بودیم. 